# Quinta Manzana del Barreal
Quinta Manzana del Barreal är en ort i Mexiko.   Den ligger i kommunen Córdoba och delstaten Veracruz, i den sydöstra delen av landet, 230 km öster om huvudstaden Mexico City. Quinta Manzana del Barreal ligger 1 124 meter över havet och antalet invånare är 366.
Terrängen runt Quinta Manzana del Barreal är kuperad. Runt Quinta Manzana del Barreal är det tätbefolkat, med 427 invånare per kvadratkilometer. Närmaste större samhälle är Córdoba, 10,8 km sydost om Quinta Manzana del Barreal. I omgivningarna runt Quinta Manzana del Barreal växer huvudsakligen savannskog.